# کوریج‌جی‌دی
جک دان‌لوپ (زاده ۲۳ آوریل ۱۹۹۴) که بیشتر با نام کوریج‌جی‌دی یا کوریج شناخته می شود، یک یوتیوبر ، مفسر و پخش کننده آمریکایی است. او تجربیات بازی خود را به صورت زنده در یوتیوب پخش می کند. او همچنین سازنده محتوا و یکی از مالکان ۱۰۰ دزد ، یک برند سبک زندگی و سازمان ورزش های الکترونیکی است.

## اوایل زندگی
جک دان‌لوپ در ۲۳ آوریل ۱۹۹۴ در نیوجرسی متولد شد و در آنجا با خواهرش بزرگ شد.  او از دانشگاه تاوسون در رشته رسانه الکترونیک و فیلم فارغ التحصیل شد. 

## شغلی
دانلوپ در سال ۲۰۱۳ حساب توییچ خود را ایجاد کرد، اما تا سال ۲۰۱۸ استریم را شروع نکرد.
دانلوپ کار خود را با بازی هیلو آغاز کرد و در نهایت از طریق تماس‌ها و دوستان مختلفی که از طریق بازی پیدا کرده بود، یک دوره کارآموزی در MLG گرفت. در طول کار خود در MLG، او به عنوان جانشین همکارش کریس پوکت که حالش بد بود، به عنوان مجری برنامه زنده روزانه MLG انتخاب شد. طبق گزارش لیگ، دان‌لوپ "آنقدر خوب کار کرد" که بعداً توسط لیگ اجازه گرفت تا شش هفته آینده میزبان مشترک باشد. از سال ۲۰۱۴ تا ۲۰۱۸، دان‌لوپ میزبان بسیاری از رویدادهای مهم ندای وظیفه بود  از جمله مسابقات قهرمانی لیگ جهانی کال آف دیوتی در سال‌های ۲۰۱۶، ۲۰۱۷ و ۲۰۱۸، مسابقات MLG Pro League در سال‌های ۲۰۱۴، ۲۰۱۵ و ۲۰۱۲. و مسابقات UMG در سال ۲۰۱۵ و ۲۰۱۶. 
در ۲ مارس ۲۰۱۸، او انتقال خود را از MLG به فرنچایز ندای وظیفه اعلام کرد. در ۱۲، او با تیم بازی نوری به عنوان یک سازنده محتوا قرارداد امضا کرد. در ماه نوامبر، او بازی نوری را ترک کرد تا یک حرفه انفرادی را دنبال کند. 
در ۲۰ آوریل ۲۰۱۹، تایید شد که دان‌لوپ هم بازیگر و هم در جام جهانی فورتنایت بازی خواهد کرد.   در ۱۶ ژوئن ۲۰۱۹، دان‌لوپ در فورتنایت پرو‌ای‌ام  شرکت کرد و با برندون اوری مشهور همکاری کرد. 
در ۲۸ می ۲۰۱۹، دان‌لوپ به عنوان سازنده محتوا و عضو رسمی سازمان مسابقات الکترونیکی ۲۰۰ دزد معرفی شد. اگرچه این راز چند روز قبل از اعلام توسط نینجا فاش شد، اما طرفدارانش به امضای او مشکوک شده بودند، زیرا او قبلاً در خانه محتوای تیم با دوستان و استریم‌کنندگان همکار متیو " نادشات " هاگ و ریچل " والکیرا " هافستتر زندگی می‌کرد. 
پس از ایجاد دوستی آنلاین با هنرمند آریانا گرانده ، دان‌لوپ به ساختن پارودی آهنگ آریانا گرانده به نام « دوست پسر » ادامه داد، که او پاسخ داد: «تو عالی هستی».  دان‌لوپ و دوست دخترش همچنین در موزیک ویدیوی گرانده و جاستین بیبر به نام باهات گیر افتاده‌ام حضور داشتند. 
در ۴ نوامبر ۲۰۱۹، دان‌لوپ تغییر خود را از پخش جریانی در توییچ به پخش جریانی در یوتیوب از طریق یک طرح کمدی با حضور  عضو دیگر خانه ۱۰۰‌دزد اعلام کرد.  او دلایلی مانند ثبات و "ترس از بسته شدن فقط به دلیل یک دکمه شمارش فرعی"، همراه با عوامل دیگری مانند انتقال طیف وسیع تری از محتوا را به عنوان دلایل اصلی خروج خود از این پلتفرم ذکر کرد.  در ۲۳ آوریل ۲۰۲۰، طی یک جریان تولد دوازده ساعته خیریه با هدف جمع آوری پول برای کمک به ویروس کرونا ، دان‌لوپ در مجموع ۲۵۰۰۰۰ دلار کمک مالی در چهار ساعت اول پخش دریافت کرد و با حدود ۵۰۳۲۵۴ دلار اهدایی به CDC، استریم پایان داد. 
در ۷ آوریل ۲۰۲۲، دان‌لوپ به عنوان مالک مشترک ۱۰۰ دزد در کنار هافستتر اعلام شد.   آنها به اسکوتر براون ، دن گیلبرت ، دریک و هاگ می پیوندند. به عنوان مالکان مشترک، هافستتر و دانلوپ سهامی را در شرکت دریافت خواهند کرد که مجله فوربس اخیراً ارزش آن را ۲.۲ میلیون دلار ارزیابی کرده است. 
در ۹ ژوئن ۲۰۲۲، دانلوپ در قسمت فال گایز از تریلرهای سامر گیم فست ۲۰۲۲ مدیاتونیک به عنوان خودش ظاهر شد.

## فیلم شناسی

### تلویزیون
| سال  | عنوان    | نقش              | یادداشت ها | Ref. |
| ---- | -------- | ---------------- | ---------- | ---- |
| 2022 | آلفا بتا | بهترین مدیر خرید | 2 قسمت     |      |

### موزیک ویدیوها
| سال  | عنوان             | هنرمند(ها)                  | Ref. |
| ---- | ----------------- | --------------------------- | ---- |
| 2020 | " گیر کرده با U " | آریانا گرانده و جاستین بیبر |      |
| 2021 | " دوزخ "          | بلا پورچ و ساب اوربان       |      |

## جوایز و نامزدی
| سال  | مراسم           | دسته بندی | نتیجه  | Ref. |
| ---- | --------------- | --- | ------ | ---- |
| 2023 | فوربس 30 زیر 30 | style="background: #9EFF9E; color: #000; vertical-align: middle; text-align: center; " class="yes table-yes2 notheme"\|Included | [ ۲۱ ] |      |

## مراجع
1. 1 2  "About CouRage". YouTube.
2. ↑  James, Ford (January 17, 2020). "Who is CouRageJD? Everything explained from Ariana Grande to YouTube". GamesRadar+. Archived from the original on January 18, 2020. Retrieved May 20, 2020.
3. ↑  "Jack Dunlop". Towson University. 2015. Retrieved May 20, 2020.
4. ↑  "Forbes 30 Under 30 2023: Games". Forbes (به انگلیسی). Retrieved 2024-03-18.
5. ↑  Hawgood, Alex (April 7, 2021). "Valkyrae Gets a Big Chair in the Gaming World". The New York Times. Archived from the original on April 8, 2021. Retrieved April 7, 2021.
6. ↑  Biswas, Souhardya (April 28, 2020). "The worst in any Call Of Duty game EVER". EssentiallySports. Archived from the original on April 30, 2020. Retrieved May 20, 2020.
7. ↑  "Casting History". Gamepedia. Retrieved May 20, 2020.
8. ↑  Barth, Nicholas (November 16, 2018). "Twitch Streamer CouRage Parts Ways with OpTic Gaming". Twin Galaxies. Retrieved November 4, 2020.
9. ↑  Reames, Mitch (April 19, 2019). "CouRage JD will be casting the Fortnite World Cup". Fortnite Intel. Retrieved May 20, 2020.
10. ↑  Heck, Jordan (May 15, 2019). "Fortnite World Cup Pro-Am results: Airwaks, RL Grime win $1 million top prize". Sporting News. Retrieved May 20, 2020.
11. ↑  Goslin, Austen (May 15, 2019). "Here are all the players for the 2019 Fortnite celebrity Pro-Am". Polygon. Retrieved May 20, 2020.
12. ↑  Esguerra, Tyler (May 28, 2019). "100 Thieves welcomes CouRageJD to its content creator team". Dot Esports. Retrieved May 20, 2020.
13. ↑  Webb, Kevin (November 6, 2019). "Amazon's livestreaming service Twitch just lost another big star, and this time it's YouTube doing the poaching". Business Insider. Retrieved May 20, 2020.
14. ↑  Rao, Matt (May 11, 2020). "Ninja And CouRageJD Appear In A Music Video Full Of Stars Like Justin Bieber And Ariana Grande For Coronavirus Charity". GuruGamer. Archived from the original on May 16, 2020. Retrieved May 20, 2020.
15. ↑  Gartenberg, Chaim (November 4, 2019). "Twitch's top streamer exodus continues as CouRage announces YouTube Live deal". The Verge. Retrieved May 20, 2020.
16. ↑  Peskett, James (November 7, 2019). "CouRageJD reveals the reason behind his move to YouTube Gaming". Tracker Network. Retrieved May 20, 2020.
17. ↑  Stavropoulos, Andreas (April 23, 2020). "CouRage hits $250,000 goal 4 hours into charity stream for coronavirus relief". Dot Esports. Retrieved May 20, 2020.
18. 1 2  Hawgood, Alex (April 7, 2021). "Valkyrae Gets a Big Chair in the Gaming World". The New York Times. Archived from the original on April 8, 2021. Retrieved April 7, 2021.
19. ↑  Knoop, Joseph (April 7, 2021). "Streamer Valkyrae Becomes Co-Owner of 100 Thieves Esports Alongside CouRage - IGN". IGN (به انگلیسی). Archived from the original on April 7, 2021. Retrieved April 7, 2021.
20. ↑  Stavropoulos, Andreas (April 23, 2020). "CouRage hits $250,000 goal 4 hours into charity stream for coronavirus relief". Dot Esports. Retrieved May 20, 2020.
21. ↑  "Forbes 30 Under 30 2023: Games". Forbes (به انگلیسی). Retrieved 2024-03-18.